# Baskická vlajka

Baskická vlajka
Poměr stran: 14:25

Vlajka Baskicka, jednoho ze španělských autonomních společenství, je zároveň symbolem národa Basků. Pro vlajku se používá výraz ikurrina (španělsky psáno ikurriña), neologismus vytvořený z baskického slova ikur (znamení). Vlajky ostatních zemí označují Baskové španělským slovem bandera.
Vlajka je tvořena červeným listem o poměru stran 14:25 na který je položen zelený ondřejský kříž a přes něj bílý svatojiřský kříž.
Červená barva symbolizuje krev baskického lidu, ondřejský kříž připomíná, že na den svatého Ondřeje roku 867 vyhráli Baskové bitvu u Padury, zelená barva ondřejského kříže souvisí s památným dubem v Guernice, pod kterým se konala tradiční lidová shromáždění schvalující zákony fuero. Bílý kříž poukazuje na křesťanské vyznání Basků.

## Historie
Vlajku vytvořili roku 1894 bratři Sabin Arana a Luis Arana, zakladatelé Baskické nacionalistické strany. V letech 1936–1938 byla vlajkou autonomního Baskicka, za Frankovy vlády byla zakázána, v roce 1978 ji přijalo jako oficiální symbol Baskické autonomní společenství, ale používají ji také Baskové v Navaře a francouzském departementu Pyrénées-Atlantiques.

## Vlajky baskických provincií
Baskicko se člení na 3 provincie (Álava, Bizkaia, Gipuzkoa). Všechny užívají vlastní vlajky.

Álava Poměr stran: 2:3
Bizkaia Poměr stran: 2:3
Gipuzkoa Poměr stran: 2:3